# Pseudosclerodomus lagaaiji
Pseudosclerodomus lagaaiji är en mossdjursart som först beskrevs av Jean-Loup d'Hondt 1975.  Pseudosclerodomus lagaaiji ingår i släktet Pseudosclerodomus och familjen Romancheinidae. Inga underarter finns listade i Catalogue of Life.